# فرودگاه کونامولا
فرودگاه کونامولا (به انگلیسی: Cunnamulla Airport) یک فرودگاه با کد یاتا CMA است که یک باند فرود آسفالت دارد و طول باند آن ۱۷۳۳ متر است. این فرودگاه در کشور استرالیا قرار دارد .

## شرکت‌های هواپیمایی و مقصدهای پروازی
| شرکت‌های هواپیمایی       | مقصدهای پروازی                                 |
| ----------------------- | ---------------------------------------------- |
| رجیونال اکسپرس ایرلاینز | Burketown، کنز، Gununa، ماونت آیزیا، Normanton |